# Karakurt (Ukraine)
Karakurt (ukrainisch Каракурт, russisch Каракурт, albanisch Karakurt oder auch Karakurti, rumänisch Caracurt) ist ein im Budschak gelegenes Dorf im Südwesten der ukrainischen Oblast Odessa mit etwa 2700 Einwohnern (2001).

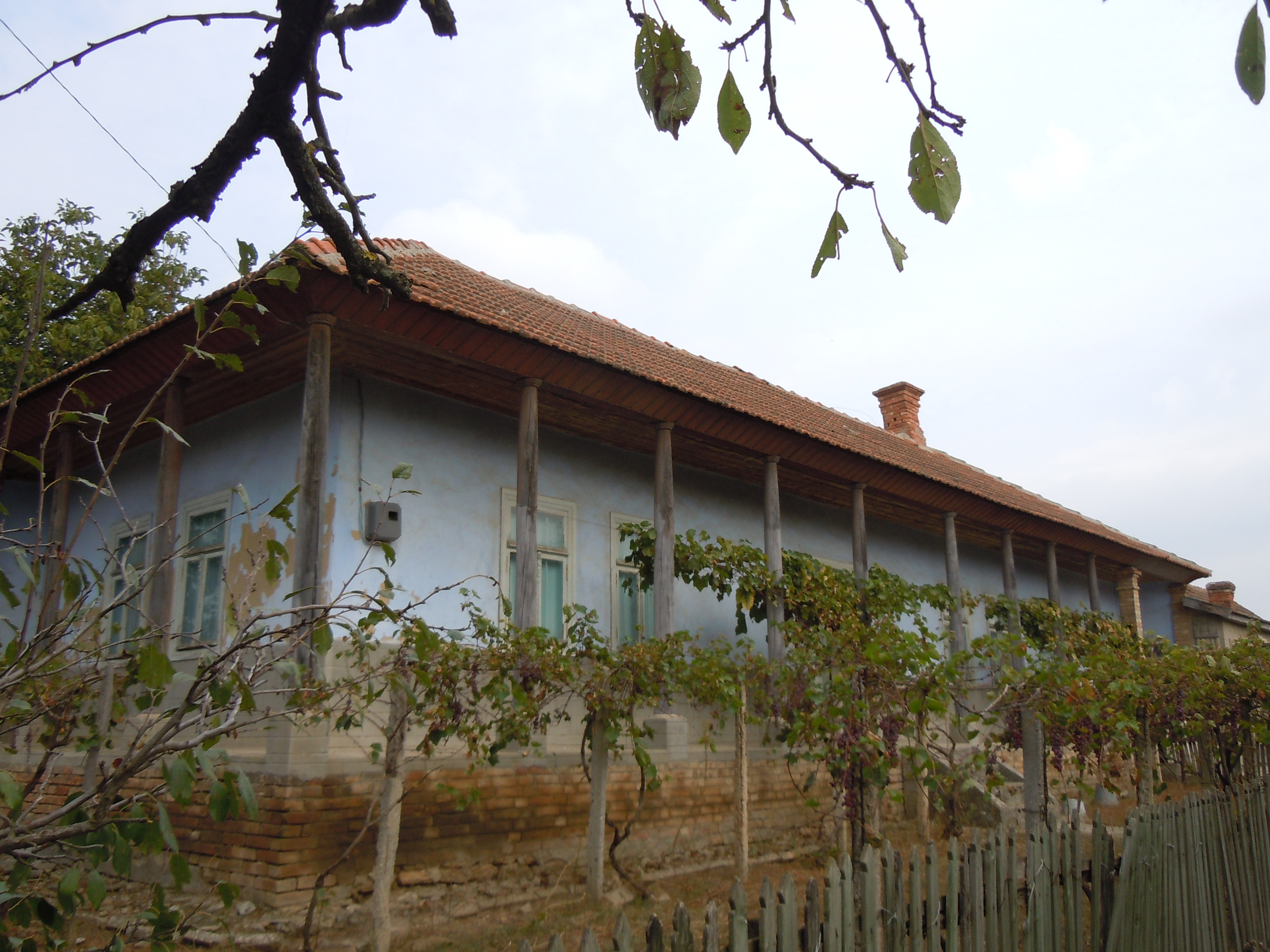
Typisch albanisches Wohnhaus im Dorf

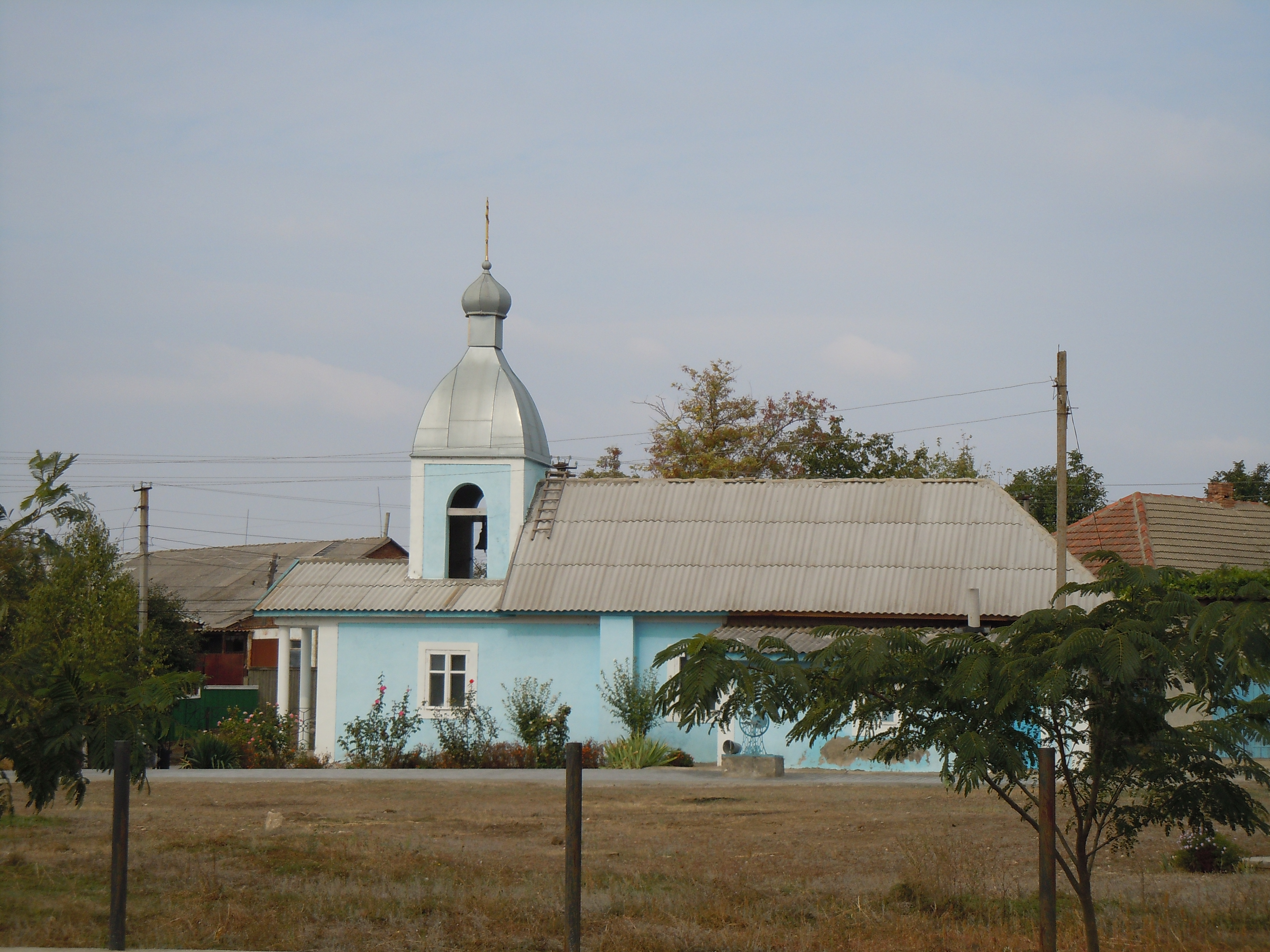
Dorfkirche

## Geschichte
Karakurt wurde 1811 als erste Siedlung von Albanern aus der bulgarischen Dobrudscha im Gouvernement Bessarabien des Russischen Kaiserreiches gegründet. Nach dem für Russland verlorenen Krimkrieg ging das Gebiet um Cahul, Bolgrad und Ismail, in dem auch Karakurt liegt, 1856 an das Fürstentum Moldau, um nach dem nächsten Russisch-Osmanischen Krieg 1878 wieder, bis 1917, an Russland zu fallen. In den Wirren der Oktoberrevolution verlor Russland Bessarabien, das sich zur 1917 Demokratischen Moldauischen Republik erklärte und im gleichen Jahr freiwillig an das Königreich Rumänien anschloss. Nach der Besetzung Bessarabiens 1940 durch die Sowjetunion lag Karakurt im Rajon Bolhrad der Oblast Akkerman (ab dem 7. August 1940 Oblast Ismajil) in der Ukrainischen SSR. Zu Beginn des Deutsch-Sowjetischen Krieges kam das Dorf 1941 erneut an Rumänien. Nachdem die Rote Armee Bessarabien 1944 zurückerobert hatte, lag die Ortschaft, nun seit dem 14. November 1945 .in Schowtnewe (Жовтневе) umbenannt, wieder in der ukrainischen Oblast Ismajil, die 1954 in der Oblast Odessa aufging. 1991 wurde die Ortschaft Teil der unabhängigen Ukraine.
Am 12. Mai 2016 erhielt das Dorf aufgrund der Dekommunisierung in der Ukraine seinen ursprünglichen Namen zurück.

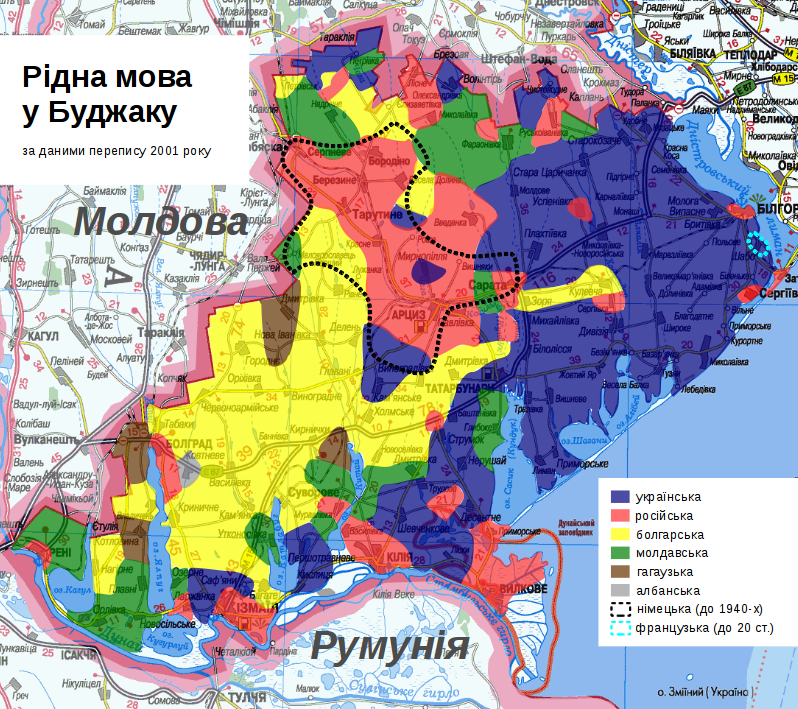
Vorherrschende Sprachen im Budschak 2001. Im Grau eingefärbten Gebiet um Karakurt wird albanisch gesprochen

Auch heute noch ist Albanisch die bevorzugt gesprochene Sprache in Karakurt. Die Bewohner des Dorfes setzten sich 2013 etwa zu 60 % aus Albanern, 25 % Bulgaren, 10 % Gagausen und 5 % Vertreter anderer Ethnien zusammen.

## Geografie
Die Ortschaft liegt am Ufer des Karassulak (Карасулак), einem 21 km langen Zufluss des Jalpuhsees, 9 km südöstlich vom Rajonzentrum Bolhrad und etwa 220 km südwestlich vom Oblastzentrum Odessa.
Durch das Dorf verläuft die Territorialstraße T–16–06.

## Verwaltungsgliederung
Am 12. Juni 2020 wurde das Dorf ein Teil der Landgemeinde Wassyliwka; bis dahin bildete es zusammen mit dem Dorf Nowyj Karakurt (Новий Каракурт) die Landratsgemeinde Karakurt (Каракуртська сільська рада/Karakurtska silska rada) im Süden des Rajons Bolhrad.